# Trapelus jayakari
Espèce
Synonymes
- Agama jayakari Anderson, 1896

Statut de conservation UICN

 DD  : Données insuffisantes
Trapelus jayakari est une espèce de sauriens de la famille des Agamidae.

## Répartition
Cette espèce se rencontre en Arabie saoudite, au Yémen, en Oman et aux Émirats arabes unis.

## Étymologie
Cette espèce est nommée en l'honneur de Atmaram Sadashiv Jayakar (1844-1911).

## Publication originale
- Anderson, 1896 : A Contribution to the Herpetology of Arabia, with a preliminary list of the reptiles and batrachians of Egypt. London, R. H. Porter, p. 1-124 (texte intégral).